# Ampithoidae
Ampithoidae zijn een familie van  vlokreeften.

## Soorten
De volgende geslachten zijn bij de familie ingedeeld:
- Austrothoe Peart, 2014
- Biancolina Della Valle, 1893
- Paranexes Peart, 2014
- Amphithoides Kossmann, 1880
- Amphitholina Ruffo, 1953
- Ampithoe Leach, 1814
- Cymadusa Savigny, 1816
- Macropisthopus K.H. Barnard, 1916
- Paradusa Ruffo, 1969
- Paragrubia Chevreux, 1901
- Plumithoe Barnard & Karaman, 1991
- Pseudamphithoides Ortiz, 1976
- Pseudopleonexes Conlan, 1982
- Sunamphitoe Spence Bate, 1857
- Exampithoe K.H. Barnard, 1926